# سكوت برادلي
سكوت برادلي (بالإنجليزية: Scott Bradley)‏ هو مؤلف موسيقى تصويرية وملحن وعازف بيانو أمريكي، ولد في 26 نوفمبر 1891 في كانساس سيتي في الولايات المتحدة، وتوفي في 27 أبريل 1977 في Chatsworth, Los Angeles ‏ في الولايات المتحدة.

## وصلات خارجية
- سكوت برادلي على موقع IMDb (الإنجليزية)
- سكوت برادلي على موقع ميوزك برينز (الإنجليزية)
- سكوت برادلي على موقع ديسكوغز (الإنجليزية)
- سكوت برادلي على موقع قاعدة بيانات الفيلم (الإنجليزية)